# Domiziano II
Domiziano (in latino Domitianus; ... – 271) è stato un militare romano che si proclamò imperatore dell'Impero delle Gallie, governando sulla Gallia e la Britannia Romana per un breve periodo nell'anno 271.

## Biografia
La vita di Domiziano è testimoniata da Zosimo, che lo vuole arrestato e punito da Aureliano per tradimento, e dalla Historia Augusta, dove viene descritto come comandante di Aureolo, nonché vincitore di Macriano Maggiore, ma non come usurpatore.
Prove non letterarie della sua esistenza sono costituite esclusivamente da due monete, una scoperta in Loira (Francia) nel 1900 e ritenuta inizialmente un falso, e la seconda scoperta in un vaso contenente altre 5000 monete del periodo 250-275 in Oxfordshire, Inghilterra, nel 2003, dall'archeologo dilettante Brian Malin.
Si pensa che il regno di Domiziano sia durato pochi giorni: iniziato come reazione ad una invasione di Iutungi, sembra sia stato fatto liquidare dall'imperatore Aureliano per tradimento, forse per aver coniato le monete, per mano di Giulio Placidiano, comandante delle truppe del basso Rodano.